# بيتر جايلز (عازف قيثارة)
بيتر جايلز (بالإنجليزية: Peter Giles)‏ هو عازف قيثارة بريطاني، ولد في 17 يونيو 1944 في بورتسموث في المملكة المتحدة.

## وصلات خارجية
- بيتر جايلز على موقع ميوزك برينز (الإنجليزية)
- بيتر جايلز على موقع إن إن دي بي (الإنجليزية)
- بيتر جايلز على موقع أول ميوزيك (الإنجليزية)
- بيتر جايلز على موقع ديسكوغز (الإنجليزية)